# Lijst van Belgische ministers van Volksgezondheid
Dit is een lijst van Belgische ministers van Volksgezondheid.

## Lijst
| Nr.                                    | Minister | Minister                                            | Partij | Partij                      | Begin             | Einde             | Regering(en)                                                  | Bevoegdheid                           |
| -------------------------------------- | -------- | --------------------------------------------------- | ------ | --------------------------- | ----------------- | ----------------- | ------------------------------------------------------------- | ------------------------------------- |
| 1                                      |          | Paul Berryer (1868-1936)                            |        | Katholieke Partij           | 16 december 1921  | 11 maart 1924     | Theunis I en II                                               | Volksgezondheid                       |
| 2                                      |          | Prosper Poullet (1868-1937)                         |        | Katholieke Unie             | 11 maart 1924     | 17 juni 1925      | Theunis III en Van de Vyvere                                  | Volksgezondheid                       |
| 3                                      |          | Edouard Rolin Jaequemyns (1863-1936)                |        | extraparlementaire liberaal | 17 juni 1925      | 20 mei 1926       | Poullet                                                       | Volksgezondheid                       |
| 4                                      |          | Henri Jaspar (1870-1939)                            |        | Katholieke Unie             | 20 mei 1926       | 18 januari 1927   | Jaspar I                                                      | Volksgezondheid                       |
| 5                                      |          | Maurice Vauthier (1860-1931)                        |        | Liberale Partij             | 18 januari 1927   | 22 november 1927  | Jaspar I                                                      | Volksgezondheid                       |
| 6                                      |          | Albert Carnoy (1878-1961)                           |        | Katholieke Unie             | 22 november 1927  | 19 oktober 1929   | Jaspar II                                                     | Volksgezondheid                       |
| 7                                      |          | Henri Baels (1878-1951)                             |        | Katholieke Unie             | 19 oktober 1929   | 18 mei 1931       | Jaspar II en III                                              | Volksgezondheid                       |
| (4)                                    |          | Henri Jaspar (1870-1939)                            |        | Katholieke Unie             | 18 mei 1931       | 6 juni 1931       | Jaspar III                                                    | Volksgezondheid                       |
| 8                                      |          | Jules Renkin (1862-1934)                            |        | Katholieke Unie             | 6 juni 1931       | 22 februari 1932  | Renkin I                                                      | Volksgezondheid                       |
| 9                                      |          | Henri Carton de Tournai (1878-1969)                 |        | Katholieke Unie             | 22 februari 1932  | 22 oktober 1932   | Renkin I en II                                                | Volksgezondheid                       |
| (2)                                    |          | Prosper Poullet (1868-1937)                         |        | Katholieke Unie             | 22 oktober 1932   | 17 december 1932  | De Broqueville III                                            | Volksgezondheid                       |
| 10                                     |          | Henri Carton de Wiart (1869-1951)                   |        | PSC/CVP                     | 17 december 1932  | 10 januari 1934   | De Broqueville IV                                             | Volksgezondheid                       |
| vacant (10 januari 1934-13 juni 1936)  |          |                                                     |        |                             |                   |                   |                                                               |                                       |
| 11                                     |          | Emile Vandervelde (1866-1938)                       |        | BWP                         | 13 juni 1936      | 28 januari 1937   | Van Zeeland II                                                | Minister van Volksgezondheid          |
| 12                                     |          | Arthur Wauters (1890-1960)                          |        | BWP                         | 28 januari 1937   | 15 mei 1938       | Van Zeeland II en Janson                                      | Minister van Volksgezondheid          |
| 13                                     |          | Joseph Merlot (1886-1959)                           |        | BWP                         | 15 mei 1938       | 21 januari 1939   | Spaak I                                                       | Minister van Volksgezondheid          |
| 14                                     |          | Emile Jennissen (1882-1949)                         |        | Liberale Partij             | 21 januari 1939   | 22 februari 1939  | Spaak I                                                       | Minister van Volksgezondheid          |
| 15                                     |          | Willem Eekelers (1883-1954)                         |        | BWP                         | 22 februari 1939  | 18 april 1939     | Pierlot I en II                                               | Minister van Volksgezondheid          |
| 16                                     |          | Marcel-Henri Jaspar (1901-1982)                     |        | Liberale Partij             | 18 april 1939     | 24 juni 1940      | Pierlot II, III en IV                                         | Minister van Volksgezondheid          |
| vacant (24 juni 1940-22 november 1940) |          |                                                     |        |                             |                   |                   |                                                               |                                       |
| 17                                     |          | Hubert Pierlot (1883-1963)                          |        | Katholiek Blok              | 22 november 1940  | 15 april 1944     | Pierlot V                                                     | Minister van Volksgezondheid          |
| 18                                     |          | Paul-Henri Spaak (1899-1972)                        |        | PSB                         | 15 april 1944     | 26 september 1944 | Pierlot V                                                     | Minister van Volksgezondheid          |
| 19                                     |          | Albert Marteaux (1886-1949)                         |        | PCB                         | 26 september 1944 | 16 november 1944  | Pierlot VI                                                    | Minister van Volksgezondheid          |
| [ 1 ]                                  |          | Edmond Ronse (1889-1960)                            |        | Katholieke Unie             | 16 november 1944  | 12 december 1944  | Pierlot VII                                                   | Minister van Volksgezondheid          |
| 20                                     |          | Achiel Van Acker (1898-1975)                        |        | BSP                         | 12 december 1944  | 12 februari 1945  | Pierlot VII                                                   | Minister van Volksgezondheid          |
| (19)                                   |          | Albert Marteaux (1886-1949)                         |        | PCB                         | 12 februari 1945  | 13 maart 1946     | Van Acker I en II                                             | Minister van Volksgezondheid          |
| 21                                     |          | Jean Van Beneden (1898-1978)                        |        | extraparlementair           | 13 maart 1946     | 31 maart 1946     | Spaak II                                                      | Minister van Volksgezondheid          |
| (19)                                   |          | Albert Marteaux (1886-1949)                         |        | PCB                         | 31 maart 1946     | 20 maart 1947     | Van Acker III en Huysmans                                     | Minister van Volksgezondheid          |
| 22                                     |          | Alfons Verbist (1888-1974)                          |        | CVP                         | 20 maart 1947     | 27 november 1948  | Spaak III                                                     | Minister van Volksgezondheid          |
| 23                                     |          | François-Xavier van der Straten-Waillet (1910-1998) |        | CVP                         | 27 november 1948  | 11 augustus 1949  | Spaak IV                                                      | Minister van Volksgezondheid          |
| 24                                     |          | Adolphe Van Glabbeke (1904-1959)                    |        | Liberale Partij             | 11 augustus 1949  | 8 juni 1950       | G. Eyskens I                                                  | Minister van Volksgezondheid          |
| 25                                     |          | Alfred De Taeye (1905-1958)                         |        | CVP                         | 8 juni 1950       | 23 april 1954     | Duvieusart, Pholien en Van Houtte                             | Minister van Volksgezondheid          |
| 26                                     |          | Edmond Leburton (1915-1997)                         |        | PSB                         | 23 april 1954     | 26 juni 1958      | Van Acker IV                                                  | Minister van Volksgezondheid          |
| 27                                     |          | Robert Houben (1905-1992)                           |        | CVP                         | 26 juni 1958      | 6 november 1958   | G. Eyskens II                                                 | Minister van Volksgezondheid          |
| 28                                     |          | Paul Meyers (1921-2011)                             |        | CVP                         | 6 november 1958   | 25 april 1961     | G. Eyskens III                                                | Minister van Volksgezondheid          |
| 29                                     |          | Joseph Custers (1904-1982)                          |        | CVP/PSC                     | 25 april 1961     | 28 juli 1965      | Lefèvre                                                       | Minister van Volksgezondheid          |
| 30                                     |          | Alfred Bertrand (1913-1986)                         |        | CVP                         | 28 juli 1965      | 19 maart 1966     | Harmel                                                        | Minister van Volksgezondheid          |
| 31                                     |          | Raphael Hulpiau (1910-1997)                         |        | CVP                         | 19 maart 1966     | 17 juni 1968      | Vanden Boeynants I                                            | Minister van Volksgezondheid          |
| 32                                     |          | Louis Namèche (1915-1990)                           |        | PSB                         | 17 juni 1968      | 21 januari 1972   | G. Eyskens IV                                                 | Minister van Volksgezondheid          |
| 33                                     |          | Léon Servais (1907-1975)                            |        | PSC                         | 21 januari 1972   | 26 januari 1973   | G. Eyskens V                                                  | Minister van Volksgezondheid          |
| 34                                     |          | Jos De Saeger (1911-1998)                           |        | CVP                         | 26 januari 1973   | 3 juni 1977       | Leburton, Tindemans I, II en III                              | Minister van Volksgezondheid          |
| 35                                     |          | Luc Dhoore (1928-2021)                              |        | CVP                         | 3 juni 1977       | 18 mei 1980       | Tindemans IV, Vanden Boeynants II, Martens I en II            | Minister van Volksgezondheid          |
| 36                                     |          | Alfred Califice (1916-1999)                         |        | PSC                         | 18 mei 1980       | 22 oktober 1980   | Martens III                                                   | Minister van Volksgezondheid          |
| (35)                                   |          | Luc Dhoore (1928-2021)                              |        | CVP                         | 22 oktober 1980   | 17 december 1981  | Martens IV en M. Eyskens                                      | Minister van Volksgezondheid          |
| 37                                     |          | Firmin Aerts (1929)                                 |        | CVP                         | 17 december 1981  | 28 november 1985  | Martens V                                                     | Staatssecretaris voor Volksgezondheid |
| 38                                     |          | Wivina Demeester (1943)                             |        | CVP                         | 28 november 1985  | 9 mei 1988        | Martens VI en VII                                             | Staatssecretaris voor Volksgezondheid |
| 39                                     |          | Roger Delizée (1935-1998)                           |        | PS                          | 9 mei 1988        | 7 maart 1992      | Martens VIII en IX                                            | Staatssecretaris voor Volksgezondheid |
| 40                                     |          | Laurette Onkelinx (1958)                            |        | PS                          | 7 maart 1992      | 4 mei 1993        | Dehaene I                                                     | Minister van Volksgezondheid          |
| 41                                     |          | Magda De Galan (1946-2024)                          |        | PS                          | 4 mei 1993        | 23 januari 1994   | Dehaene I                                                     | Minister van Volksgezondheid          |
| 42                                     |          | Jacques Santkin (1948-2001)                         |        | PS                          | 23 januari 1994   | 6 juni 1995       | Dehaene I                                                     | Minister van Volksgezondheid          |
| (41)                                   |          | Magda De Galan (1946-2024)                          |        | PS                          | 6 juni 1995       | 23 juni 1995      | Dehaene I                                                     | Minister van Volksgezondheid          |
| 43                                     |          | Marcel Colla (1943)                                 |        | SP                          | 23 juni 1995      | 1 juni 1999       | Dehaene II                                                    | Minister van Volksgezondheid          |
| 44                                     |          | Luc Van den Bossche (1947)                          |        | SP                          | 1 juni 1999       | 12 juli 1999      | Dehaene II                                                    | Minister van Volksgezondheid          |
| 45                                     |          | Magda Aelvoet (1944)                                |        | Agalev                      | 12 juli 1999      | 28 augustus 2002  | Verhofstadt I                                                 | Minister van Volksgezondheid          |
| 46                                     |          | Jef Tavernier (1951)                                |        | Agalev                      | 28 augustus 2002  | 12 juli 2003      | Verhofstadt I                                                 | Minister van Volksgezondheid          |
| 47                                     |          | Rudy Demotte (1963)                                 |        | PS                          | 12 juli 2003      | 20 juli 2007      | Verhofstadt II                                                | Minister van Volksgezondheid          |
| 48                                     |          | Didier Donfut (1956)                                |        | PS                          | 20 juli 2007      | 21 december 2007  | Verhofstadt II                                                | Minister van Volksgezondheid          |
| (40)                                   |          | Laurette Onkelinx (1958)                            |        | PS                          | 21 december 2007  | 11 oktober 2014   | Verhofstadt III, Leterme I, Van Rompuy, Leterme II en Di Rupo | Minister van Volksgezondheid          |
| 49                                     |          | Maggie De Block (1962)                              |        | Open Vld                    | 11 oktober 2014   | 1 oktober 2020    | Michel I en II, Wilmès I en II                                | Minister van Volksgezondheid          |
| 50                                     |          | Frank Vandenbroucke (1955)                          |        | Vooruit                     | 1 oktober 2020    | heden             | De Croo en De Wever                                           | Minister van Volksgezondheid          |